# Установка каталітичного крекінгу в Стенлоу
Установка каталітичного крекінгу в Стенлоу — складова частина нафтопереробного заводу, розташованого у центральній частині Британії за півтора десятки кілометрів на південний схід від Ліверпуля (Елсмір-Порт).
Зведена у Стенлоу установка каталітичного крекінгу у псевдозрідженому шарі продукує на рік 165 тисяч тонн пропілену та 45 тисяч тонн етилену.
Після того, як з отриманих із установки газів вилучають пропілен, у них залишається етилен низької концентрації (dilute ethylene). Використання останнього організували шляхом виробництва етилбензену — нафпівфабрикату для отримання стиролу. При цьому не провадять вилучення етилену з газів, а спрямовують останні просто в рекатор для алкилювання бензену. Введений в експлуатацію у 1991 році, завод етилбензену має потужність у 160 тисяч тонн на рік.